# Sandro Cois
Sandro Cois  est un footballeur italien, né le 9 juin 1972 à Fossano. Il était milieu de terrain.

## Biographie
Sandro Cois fait ses débuts en sélection nationale le 28 janvier 1998 lors d'un match amical contre la Slovaquie (3-0), en entrant à la 55e minute de jeu. Il est sélectionné pour la Coupe du monde 1998 sans toutefois jamais fouler la pelouse.
Il arrête sa carrière à seulement 31 ans, à cause de problèmes physiques.

## Clubs
- 1989-1994 : Torino FC  Italie (44 matchs, 2 buts)
- 1994-2002 : ACF Fiorentina  Italie (175 matchs, 7 buts)
- 2002-2003 : UC Sampdoria  Italie (4 matchs, 0 but)
- 2003 : Piacenza Calcio  Italie (5 matchs, 0 but)

## Palmarès
- 3 sélections et 0 but avec l'équipe d'Italie entre 1998 et 1999.
- 3 Coupe d'Italie : 
  - 1993 :  Torino FC
  - 1996 :  ACF Fiorentina
  - 2001 :  ACF Fiorentina
- 1 Coupe Mitropa : 1991  Torino FC